# Trận Buchy
Trận Buchy là một hoạt động quân sự trong chiến dịch tấn công Pháp của quân đội Phổ – Đức vào các năm 1870 – 1871, đã diễn ra vào ngày 4 tháng 12 năm 1870 tại Buchy, thuộc tỉnh Nord của nước Pháp . Trong trận chiến này, Quân đoàn VIII của Vương quốc Phổ dưới quyền chỉ huy của Thượng tướng Bộ binh August Karl von Göben, đã bất ngờ tấn công một lực lượng trong quân đội Pháp dưới quyền chỉ huy của tướng Briand, và đánh tan tác quân đội Pháp. Thất bại này đã gây cho các lực lượng Pháp những thiệt hại nặng nề, trong số đó hàng nghìn binh lính bị bắt làm tù binh. Sau chiến thắng của mình trong trận chiến tại Buchy, quân đội Đức dưới quyền tướng Von Göben đã chiếm được Rouen.
Sau khi chiếm được Amiens vào cuối tháng 11 năm 1870 (Xem bài Trận Amiens (1870)), Tư lệnh Tập đoàn quân số 1 của Phổ - Đức là Edwin von Manteuffel đã tiếp tục hành quân về phía Rouen – một thành phố cổ tại Normandie tọa lạc trên sông Seine, nhằm tiến công một sư đoàn của quân Pháp được đặt tại đây dưới quyền của viên tướng Briand. Tập đoàn quân số 1 của Đức đã lên đường, với Quân đoàn VIII ở cánh phải, qua Foix và Forges, và Quân đoàn I ở cánh trái, xuyên suốt Breiteul. Rouen không gây nhiều khó khăn cho người Đức. Người Pháp đã dàn quân ở phía trước Rouen để bảo vệ thành phố, nhưng chưa hoàn tất việc xây dựng hệ thống phòng ngự của mình khi trận đánh tại Buchy bùng nổ vào ngày 4 tháng 12. Vốn trong ngày 2 tháng 12, lực lượng kỵ binh được cử đi thám sát của Đức đã phát hiện ra đối phương đang án ngữ tại Forges les Eaux và Formiere. Trước tình hình đó, các lực lượng Đức đã rời khỏi Grandvillers để kéo đến Gaillefontaine vào ngày 3 tháng 12. Đến đầu buổi sáng ngày 4 tháng 12, Quân đoàn VIII của Đức tiến xuống Formiere và phát hiện ra rằng quân Pháp đã bỏ mặc nơi này. Nhưng ngay sau đó, một đạo quân của Göben, gồm lực lượng tiền vệ và kỵ binh, đã tấn công một cách dữ dội vào quân đội Pháp đang án ngữ trên các cao điểm Maquency và Bose Bordel, trên đoạn đường đến Rouen. Từ vị trí phòng ngự này, quân Pháp bị Sư đoàn Bộ binh số 15 của Đức đánh bật, phải rút chạy về làng Buchy. Tại đây, quân Pháp tiến hành kháng cự trong một số khoảnh khắc, nhằm đưa binh lính vào các toa xe lửa đang chờ họ. Trên thực tế, quân Pháp đã kháng cự yếu ớt mặc dù vị trí phòng thủ của họ rắn chắc. Trận giao chiến đã kết thúc với sự thảm bại của quân Pháp, buộc họ phải từ bỏ xe cứu thương đến từ Thụy Sĩ cùng với trang bị cầm tay của mình.
Trong trận đánh, mặc dù quân trinh sát của đội Cận vệ Pháp đã phòng vệ quyết liệt, quân Garde Mobiles và franc-tireurs của Pháp đã bị lực lượng pháo binh Đức quét sạch. Ngày 5 tháng 12 là ngày kỷ niệm đại thắng của Friedrich Đại đế trước quân đội Áo trong trận Leuthen (1757), và đã chứng kiến một chiến tích khác của quân đội Phổ: quân lực của Göben đã tiến chiếm Rouen mà không phải tốn một viên đạn nào. Vốn từ trước đó, tình hình lực lượng Vệ binh quốc gia Pháp được triệu tập tại Rouen đã trở nên vô cùng náo loạn và người Pháp đã bỏ mặc Rouen trước bước tiến của người Đức. Và, vào ngày 6 tháng 12, một lực lượng trú phòng lớn của Đức đã chiếm đóng Rouen.